# Ilex micrococca
Ilex micrococca là một loài thực vật có hoa trong họ Aquifoliaceae. Loài này được Maxim. mô tả khoa học đầu tiên năm 1881.